# 小倉季雄
小倉 季雄（おぐら すえお）は、鎌倉時代後期の公卿。権大納言・小倉実教の子。官位は正二位・権中納言。

## 経歴
以下、『公卿補任』、『尊卑分脈』の内容に従って記述する。
- 正応6年（1293年）6月24日、従五位下に叙せられる。
- 永仁2年（1294年）1月7日、従五位上に昇叙。
- 永仁5年（1297年）4月15日、正五位下に昇叙。
- 永仁6年（1298年）7月21日、従四位下に昇叙。
- 正安元年（1299年）12月30日、侍従に任ぜられる。
- 正安3年（1301年）1月6日、従四位上に昇叙。
- 正安4年（1302年）2月28日、左少将に任ぜられる。
- 嘉元4年（1306年）1月5日、正四位下に昇叙。同年4月14日、左中将に転任。
- 徳治2年（1307年）1月29日、肥後権介を兼ねる。
- 延慶元年（1308年）11月14日、従三位に叙せられる[3]。同年12月10日、改めて左中将に任ぜられる。
- 延慶3年（1310年）5月11日、正三位に昇叙。
- 応長元年（1311年）3月30日、山城権守を兼ねる。10月8日、参議に任ぜられる。
- 正和元年（1312年）3月15日、左兵衛督を兼ね検非違使別当に補される。10月13日には右衛門督に移り従二位に昇叙。
- 正和2年（1313年）9月6日、権中納言に転任。11月24日は右衛門督と検非違使別当を辞した。
- 正和5年（1316年）11月18日、正二位に昇叙。
- 文保元年（1317年）2月5日、権中納言を辞した。
- 元応2年（1319年）、本座を許される。
- 建武3年/延元元年（1336年）9月9日、薨去。享年48。

## 季雄と公脩の母について
『公卿補任』には母が季雄の娘とあるが、季雄と公脩は5歳違いのため、公脩の母が季雄の娘ということはあり得ない。母が季雄と同じであると記述すべきところ、誤記で季雄母となったと推測できる。

## 系譜
- 父：小倉実教（1264-1349）
- 母：不詳
- 妻：不詳
  - 男子：小倉実遠 - 権中納言
  - 女子：富小路公脩室?

## 歌人として
『増鏡』によれば、十五夜の歌合に父実教、弟公脩と共に召されて詠出している。